# Schloss Wachenheim AG

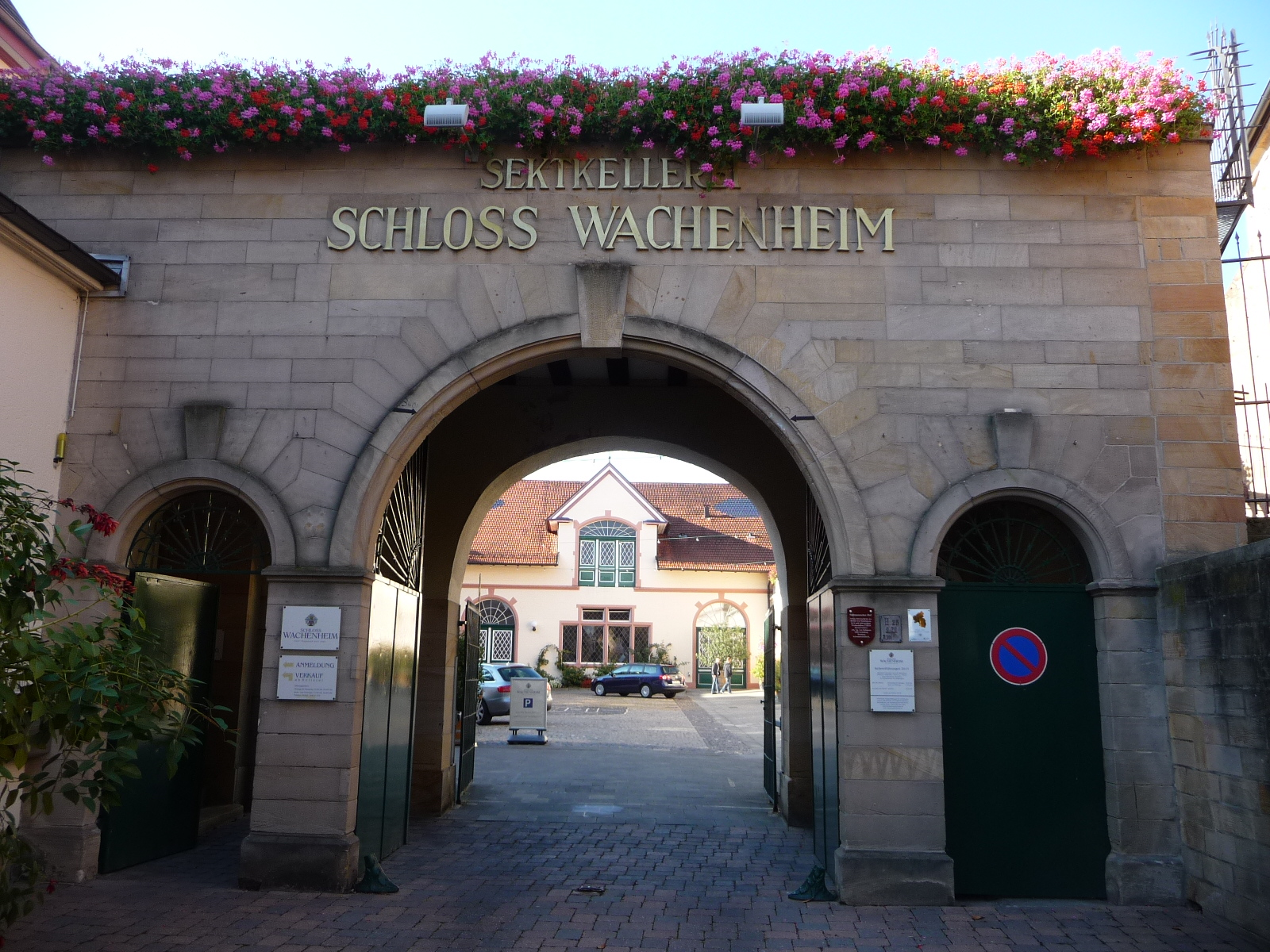
Früherer Unternehmenssitz im Schloss Wachenheim

Ehemaliges Logo

Die Schloss Wachenheim AG – ehemals Sektkellerei Schloss Wachenheim AG – ist ein international operierender Konzern und weltweit einer der größten Hersteller von Sekt. Im Geschäftsjahr 2019/2020 wies der Konzern einen Umsatz von 354,6 Mio. Euro aus.
Die deutsche Konzerntochter belegt unter den umsatzstärksten Unternehmen in Rheinland-Pfalz etwa Rang 50.

## Firmengeschichte

### Gründung
Das heutige Unternehmen wurde 1888 gegründet, doch die Geschichte des Sektschlosses in Wachenheim begann bereits 1341. Die Ritter von Steinhausser ließen sich auf dem Gelände der heutigen Sektkellerei nieder und errichteten hier einen Adelssitz. 1725 erwarb Freiherr Johann Georg von Sussmann, Hofgerichtsrat des Kurfürsten in Mannheim, das Grundstück samt den umliegenden Weinbergen und Äckern. Auf den Grundmauern des ehemaligen Adelssitzes ließ er ein Schloss im ländlichen Barockstil sowie einen Wirtschaftstrakt errichten, den sogenannten Sussmann’schen Hof. Im Laufe des 19. Jahrhunderts wechselte dieser mehrmals den Eigentümer, bis der Weinhändler Georg Böhm das Anwesen in den 1880er Jahren kaufte, um eine Schaumweinfabrik zu errichten.
Nachdem sie 1886 das Patent zur Schaumweinherstellung im Fassgärverfahren von dem Stuttgarter Weinchemiker Friedrich Adolf Reihlen erworben hatten, gründeten Georg Böhms Erben, die Brüder Friedrich und Ludwig Böhm, 1888 gemeinsam mit Reihlen und einer Stuttgarter Bankengruppe die Deutsche Schaumweinfabrik in Wachenheim. Im Jahr 1892 als „Deutsche Schaumweinfabrik AG, Wachenheim“ eingetragen, firmierte das Unternehmen zunächst als „Sektkellerei Wachenheim AG“ (1913), ehe schließlich der Name „Sektkellerei Schloss Wachenheim AG“ Verwendung fand. Damit ist das Sekthaus eine der ältesten Aktiengesellschaften in Deutschland.
Carl Josef Wagner etablierte 1899 als Betriebsleiter die Methode der Flaschengärung in Wachenheim. Später wurde er Mehrheitseigner der Kellerei und gestaltete sie zwischen 1924 und 1939 nach seinen Ideen um.
Zwischen 1952 und 1958 vervierfachten sich die Umsätze der Kellerei nahezu. Daraufhin wurden 1962 umfangreiche Kapazitätsausweitungen vorgenommen. Es wurden Lagerkeller, Pack- und Versandräume sowie Materiallager gebaut. In den 1960er Jahren verstarben kurz hintereinander zwei Vorstandsmitglieder im Amt: Am 29. April 1962 verschied das Vorstandsmitglied Wilhelm Meinzer, der die Kellerei während des Zweiten Weltkriegs geleitet hatte. Am 31. Januar 1965 verstarb das Vorstandsmitglied Hans Otto Wagner, das unmittelbar nach dem Krieg ins Unternehmen eingetreten war. Nachfolger wurden Emil Wegner und Karl Josef Wagner.

### Eigentümerwechsel in der Nachkriegszeit
Im Herbst 1963 verkaufte die Carl Josef Wagner Erbengemeinschaft ein Viertel des Grundkapitals, blieb aber weiterhin mit 56 % am Grundkapital beteiligt. 1968 gab das Bankhaus Merck Finck & Co bekannt, 25 % des Grundkapitals zu besitzen. Diese Bank war bereits seit den 1930er Jahren an der Würzburger Sektkellerei J. Oppmann beteiligt. 1973 übernahm das stellvertretende Vorstandsmitglied Karl Josef Wagner den Anteil der Carl Josef Wagner Erbengemeinschaft. Ende 1977 stieg die Spirituosen- und Fruchtsaftfirma Peter Eckes mit über 25 % ins Unternehmen ein.

### Wachstum in den 1980er Jahren
1983 betrug der Umsatz 22,2 Millionen DM bei einem Flaschenabsatz von 4 Millionen Stück. 1985 und 1986 wurde erneut ein größeres Investitionsprogramm in Höhe von 2,5 Millionen DM in Angriff genommen. Dazu wurden 4.000 neue Aktien im Verhältnis 9:1 für 300 DM je 50 DM Aktie emittiert. 1986 konnten 6,6 Millionen Flaschen Sekt verkauft und ein Umsatz von 38,6 Millionen DM erzielt werden. 1989 betrug der Umsatz bereits 63 Millionen DM, 1990 wurde das stürmische Wachstum fortgesetzt und 71,4 Millionen DM erlöst.

### Krise 1994
1991 wurde eine Kooperation mit der Elsässer Genossenschaftskellerei in Eguisheim bekannt gegeben. 1994 wurde bekannt, dass das Vorstandsmitglied Bernd Lemke und der Prokurist Werner Bauer Scheingeschäfte mit dieser Firma abgeschlossen hat. Gegen ihn wurde wegen Inventurfälschung und Veruntreuung von Firmengeldern ermittelt. Bei einer Zollprüfung fiel auf, dass Lagerbestände um 1,4 Millionen Flaschen Sekt mit einem Wert von 7,3 Millionen DM zu hoch ausgewiesen wurden. Insgesamt wurde die Firma um 16 Millionen DM geschädigt, so dass sie am 12. Oktober 1994 einen Vergleich anmelden musste. Auch die Tochterunternehmen Weingut Friedrich Wilhelm Freudenmacher GmbH sowie HNB Handelsgesellschaft mbH mussten in der Folge einen Vergleich anmelden. Peter Eckes, der am 1. Januar 1995 den Import der spanischen Sektmarke Freixenet übernommen hatte und mit 40 % an der Rotkäppchen Sektkellerei beteiligt war, wollte seinen Anteil von 37,5 % nicht erhöhen. Stattdessen wurde über einen Einstieg der Sektkellerei Deinhard & Co KGaA, des Spirituosenherstellers Berentzen, der Racke GmbH & Co und des Pfälzer Winzerverbands.
Die Geschäfte wurden zunächst durch Karl Josef Wagner und den neuen Vorstand Willi Federspiel fortgeführt, ohne dass ein neuer Großaktionär gefunden werden konnte. Im Februar 1995 wurde einem Vergleich zugestimmt. Für das Geschäftsjahr 1993/94 musste dennoch ein Verlust von rund 71,5 Millionen DM ausgewiesen werden. Die beiden Großaktionäre Karl Josef Wagner und Peter Eckes AG haben den Vergleichsverwalter ermächtigt, ihre Anteile von 50,4 % und von 31,8 % "aus einer Hand" zu veräußern. Auf der Hauptversammlung im April 1995 trat Karl Josef Wagner aus gesundheitlichen Gründen von seinem Vorstandsamt zurück. Dort wurde auch bekannt, dass insgesamt 27,4 Millionen DM veruntreut worden waren. Im Geschäftsjahr 1994/95 wurde erneut ein Verlust ausgewiesen, in Höhe von ca. 10 Millionen DM. Dadurch musste ein negatives Eigenkapital ausgewiesen werden. Im Dezember 1995 wurde bekannt, dass Nick Reh eine Beteiligung von 80 % am Grundkapital anstrebt. Dazu bot er den Großaktionären den symbolischen Preis von 1 DM für ihre Anteile und sagte zu, 10 Millionen DM frisches Kapital einzubringen. Dieses Angebot wurde von Karl Josef Wagner zunächst abgelehnt, da er damit seine privaten Schulden nicht hätte bedienen können. Am 31. Januar 1996 zog die Günther Reh AG ihr Angebot zurück, weil sie sich von der Deutschen Bank hintergangen fühlte. Auf Vermittlung von Rainer Brüderle konnte schließlich doch noch eine Übernahme von 76,83 % der Anteile stattfinden. Auf einer Hauptversammlung am 9. August 1996 wurde das Grundkapital gegen Bareinlagen von 2,2 Millionen DM auf 6,6 Millionen DM erhöht. Dazu wurden 88.000 neue Aktien zum Preis von 115 DM ausgegeben. Durch den Zufluss von etwa 10 Millionen DM konnte wieder ein positives Eigenkapital in Höhe von 6,9 Millionen DM ausgewiesen werden. Der Erhalt der Sektkellerei war sichergestellt.

### Teil der Reh-Gruppe
Die Sektkellerei ist rückwirkend zum 1. Juli 1996 mit der Reh-Tochtergesellschaft Sektkellerei Faber GmbH & Co. KG in Trier verschmolzen worden. Dazu wurde die Sektkellerei Faber in die Wachenheim AG eingebracht und das Grundkapital um 26,4 Millionen DM erhöht. Um den Anteil der Kleinaktionäre bei ca. 20 % halten zu können, wurde zusätzlich eine Barkapitalerhöhung von 6,6 Millionen DM Aktien im Verhältnis 1:5 für 200 DM je Aktie vorgenommen. Die 1950 gegründete Sektkellerei Faber hatte in den 1970er Jahren erstmals breiten Konsumentenschichten Sekt zu erschwinglichen Preisen angeboten und erlöste 1996 einen Umsatz von 354 Millionen DM. Damit entstand unter Vorstand Helmut Henseler die damals größte Sektkellerei der Welt mit einem Absatz von etwa 100 Millionen Flaschen und einem Umsatz von rund 400 Millionen DM. Schloss Wachenheim wurde danach Dachmarke der gesamten Gruppe, in die auch die bisherigen Marken eingebracht wurden. Wegen des stagnierenden Sektverbrauchs im Inland forciert die Unternehmensgruppe seit Anfang der 1990er Jahre die Expansion in Ostmitteleuropa, Frankreich und anderen Wachstumsmärkten.
Mit Wirkung zum 30. Juni 1998 übernahm die Sektkellerei Schloß Wachenheim von der Gruppe Günther Reh AG vier Beteiligungen. Dabei handelte es sich um die Carstens-Haefelin Kellereien GmbH (100 % Beteiligung) mit einem Absatz von 30 Millionen Flaschen und einem Umsatz von 60 Millionen DM, um die französische Compagnie Européenne des Vins Mousseux S.A. (50 %) mit einem Absatz von 65 Millionen Flaschen und einem Umsatz von 130 Millionen DM, um die Beteiligung an der tschechischen Soare A.S. (52 %), Jabionec nad Nisou, mit einem Absatz von 5 Millionen Flaschen und einem Umsatz von 12 Millionen DM sowie um das Engagement an der Ambra S.A. (29 %) mit 55 Millionen DM Umsatz und 30 Millionen Flaschenabsatz, das mittelfristig zur Mehrheit ausgebaut werden sollte. Ende 1998 schied Helmut Henseler aus dem Vorstand aus, in den im Laufe des Jahres Nick Reh eingezogen war.
2000 wurde die Sektkellerei Nymphenburg Teil des Konzerns.
2005 wurde das polnische Tochterunternehmen Ambra AG an die Börse Warschau gebracht; der Erlös von rund 40 Mio. Euro sollte für die weitere Expansion in Osteuropa verwendet werden.
2007 wurde die Sektkellerei mit dem 1. Platz für die beste Unternehmenspräsentation im Internet (Bundespreis, NEG Website Award) ausgezeichnet. Der Preis wird ausgelobt von Bundeswirtschaftsministerium, Computerwoche und Handelsblatt.de.
2008 reagierte das Unternehmen auf die weltweit steigende Nachfrage nach alkoholfreien Weinen und Schaumweinen mit der Einrichtung einer modernen Vakuumdestillationsanlage am Standort Trier.
Auf der Hauptversammlung 2014 erfolgte eine Beschlussfassung über die Änderung der Firma von Sektkellerei Schloss Wachenheim AG in Schloss Wachenheim AG, die Zustimmung betrug 99,96 % des anwesenden Grundkapitals. Wesentlicher Grund sei der Wandel von einer kleinen „Sektmanufaktur“ zu einem weltweit agierenden Konzern.
Die Firmenanteile befinden sich zu 70,7 % im Besitz der Günther Reh AG, Leiwen, der Rest ist in Streubesitz.

## Sektkellerei Nymphenburg
Die Sektkellerei Nymphenburg KG wurde 1955 von Martin Kollar, seinem Sohn Dipl.Ing Alfred Kollar und Stefan Spernath in München gegründet. 1981 verlegte die Kellerei ihren Sitz in einen 27 Millionen DM teuren Neubau östlich der Stadt. Hierfür war erstmals in der Geschichte des Unternehmens eine Fremdkapitalaufnahme nötig. Der Umsatz betrug zu dieser Zeit etwa 70 Millionen DM. Ende 1996 wurde der „Prosecco Blu“ eingeführt, der sich als großer Erfolg herausstellte. 1998 konnte so ein Umsatz von 100 Millionen DM erzielt werden. 1999 wurden etwa acht Millionen Flaschen Sekt und neun Millionen Flaschen Wein verkauft und damit ein Umsatz von 60 Millionen DM erzielt. Zum 1. April 2000 wurden 90 % der Anteile durch die Sektkellerei Schloss Wachenheim an der neugegründeten Sektkellerei Nymphenburg AG übernommen. Die übrigen 10 % verblieben bis zur Umwandlung der AG in eine GmbH bei den Altgesellschaftern Gabriel Spernath und Agnes Kollar.
Im Rahmen der Übernahme wurde die Produktion an die Standorte Bingen, Trier und Wachenheim verlagert. Aus Marketinggründen wird dennoch weiterhin der Eindruck erweckt, es handele sich um einen bayerischen Sekt.
Am 26. Januar 2004 wurde die Sektkellerei Nymphenburg AG in eine GmbH umgewandelt. Am 17. Oktober 2005 wurden die Geschäftsanteile folgender Unternehmen in die Gesellschaft eingebracht: Bioveritas Land- und Weinprodukte GmbH, Trier, Carstens-Haefelin Kellereien GmbH, Trier, Castelu Wine Trading GmbH, München, Doctor-Weinstube GmbH Weingesellschaft, Bernkastel-Kues, favin Getränkekellerei GmbH, Böchingen/Pfalz, Feist Belmont’sche Sektkellerei Gesellschaft mit beschränkter Haftung, Trier, Friedberg Kellerei GmbH, Böchingen/Pfalz, G.A. Loeffler jun. Sektkellerei GmbH, Trier, G.F. Chevalier & Co. GmbH, Böchingen/Pfalz, Gerhard Keller Weinvertriebs GmbH, Trier, HAECA-Markengetränke GmbH, Böchingen/Pfalz, Hanse Sektkellerei Wismar GmbH, Wismar, Jodocius & Co. GmbH, Trier, Julius Berger & Sohn GmbH, Trier, Schloss Wachenheim International GmbH, Wachenheim, Sektkellerei Faber GmbH, Trier und Sektkellerei Schloß Böchingen Gesellschaft mit beschränkter Haftung, Trier. Seither handelt es sich um eine reine Holdinggesellschaft ohne operative Funktion.

## Sitz und Standorte
Das Unternehmen hat seinen Stammsitz in Trier. Produktionsstandorte gibt es in Deutschland (Trier, Wachenheim, Morscheid und Wismar), Frankreich, Polen, Rumänien, Tschechien und in der Slowakei.
Rund zwei Drittel des Konzernumsatzes werden im Ausland erwirtschaftet. Das Unternehmen verkauft seine Produkte in mehr als 80 Länder in Europa, Nord- und Südamerika, Afrika, Asien und Australien.

## Marktposition und Marken
Das Unternehmen verkauft pro Jahr rund 220 Millionen Flaschen Sekt, Schaumwein und andere Produkte. Der Anteil am Weltmarkt beträgt rund 10 %. In vielen europäischen Ländern ist das Unternehmen führender Anbieter von Sekt und Schaumwein. In Deutschland ist die Sektkellerei Schloss Wachenheim mit einem Anteil von rund 15 % an der deutschen Sektproduktion die Nummer drei hinter Rotkäppchen-Mumm und Henkell & Co.
Die wichtigsten Marken des Konzerns in Deutschland sind:
- Faber (Sekt; 2007 Verkauf der milliardsten Flasche, im März 2010 Vorstellung der neuen Faber-Weine)
- Schloss Wachenheim (Sekt)
- Robby Bubble (alkoholfreies Kinderpartygetränk)
- Feist bzw. Feist Belmont (Sekt)
- Nymphenburg (Sekt)
- Schweriner Burggarten (Sekt)
- Schloss Böchingen (Sekt)
- Kleine Reblaus (weinhaltiger Cocktail)
- Light Live (schäumendes Getränk aus alkoholfreiem Wein)

Mit Light Live wurde 1988 erstmals ein alkoholfreier „Sekt“ auf den Markt gebracht. Die Sektkellerei Schloss Wachenheim war damit nicht nur Pionier, sondern ist bis heute Marktführer; jährlich werden über 7 Millionen Flaschen Light Live getrunken.
Zum 1. Juli 2017 übernahm die Schloss Wachenheim AG die Anteilsmehrheit an Rindchen's Weinkontor, einem der führenden Weinhändler Deutschlands. 2019 wurden außerdem die zuletzt unter Pieroth Retail firmierenden Weinfachgeschäfte der Pieroth Wein AG (vormals Vino) übernommen.